# Live at Donington
Live at Donnington — концертный альбом британской рок-группы Iron Maiden, вышедший в 1993 году.

## Об альбоме
Диск записан во время фестиваля Monsters of Rock 22 августа 1992 года.
Список композиций альбома различен между оригинальной версией издания и ремастированной. Различие заключается в том, что первый диск в ремастированной версии содержит 14 треков, а второй 6.

## Список композиций

### Диск 1
1. Be Quick or Be Dead — 3:53
2. The Number of the Beast — 4:54
3. Wrathchild — 2:54
4. From Here to Eternity — 4:44
5. Can I Play with Madness — 3:33
6. Wasting Love — 5:37
7. Tailgunner — 4:07
8. The Evil That Men Do — 7:58
9. Afraid to Shoot Stranger — 6:53
10. Fear of the Dark — 7:11

### Диск 2
1. Bring Your Daughter… to the Slaughter — 6:16
2. The Clairvoyant — 4:23
3. Heaven Can Wait — 7:20
4. Run to the Hills — 3:56
5. 2 Minutes to Midnight — 5:42
6. Iron Maiden — 8:14
7. Hallowed Be Thy Name — 7:27
8. The Trooper — 3:52
9. Sanctuary — 5:18
10. Running Free — 7:54